# Recemundo
Recemundo (in latino Recemundus) (Cordova, 908 circa – 980 circa) è stato un vescovo spagnolo conosciuto anche come Rabī‘ ibn Zayd. Servì come diplomatico e cancelliere al servizio dei califfi Abd al-Rahman III e Al-Hakam II ibn Abd al-Rahman. Fu autore del Calendario di Cordova.

## Biografia

### L'attività da ambasciatore
Recemundo servì come ambasciatore per il califfo Abd al-Rahman III presso la corte del re e poi Sacro Romano Imperatore Ottone I di Sassonia situata a Francoforte, per normalizzare le relazioni tra i due sovrani, gravate da una crisi dovuta alla presenza di musulmani in Provenza.
Fu probabilmente in questa occasione che ebbe modo di conoscere Liutprando di Cremona, storico e vescovo italiano alla corte Imperiale, che gli dedicò la sua opera maggiore, l'Antapodosis.
Inoltre, viaggiò a Costantinopoli e in Terra santa al fine di recuperare reperti e opere d'arte per l'imminente costruzione della Madinat al-Zahra', residenza califfale situata a Cordova e costruita per volere di Abd al-Rahman III a partire dal 936. Questo viaggio gli permise, probabilmente, di entrare in contatto con intellettuali locali e con il genere letterario degli anwā’, opere contenenti trattati di astronomia e meteorologia.

### La nomina a vescovo e la scrittura delCalendario
Al ritorno dalle sue missioni, venne ricompensato dal califfo con la nomina alla sede vacante di Elvira. Fu in queste vesti che scrisse, nel 961, la sua opera principale, il Calendario di Cordova. 

## Opere

### Il Calendario
(Recemundo, Il Calendario di Cordova)
Il Calendario di Cordova venne scritto nel 962 col titolo di Tafṣīl al-zamān wa-masāliḥ al-abdān (Divisione delle stagioni e benefici dei corpi), commissionato dal nuovo califfo di Cordova Al-Hakam II, figlio di Abd al-Rahman. Conosciuto anche come Kitāb al-Azmān (Libro delle stagioni), è diviso in dodici parti, ognuna dedicata a un mese dell'anno. In esso sono esposte conoscenze di vari ambiti, come quelli agricolo, religioso, culturale e astronomico. Numerosi i riferimenti alle celebrazioni e feste, cristiane e musulmane, e i riferimenti a santi cristiani, con un riferimento anche ai martiri di Cordova, tra i quali inserisce anche, erroneamente, Esperaindeo, abate di Cordova.
Il testo riesce a fornire abbondanti informazioni relative agli studi scientifici dei cristiani arabizzati dell'epoca, oltre che la personale familiarità con il genere degli anwā’, diffuso soprattutto tra i cristiani orientali.
L'opera venne scritta in arabo, mentre la traduzione in latino venne composta solo nel XII secolo, ad opera di Gherardo di Cremona col titolo di Liber Anohe.

### Controversie sull'autorialità
L'autorialità dell'opera è contesa tra due persone: il vescovo Recemundo e lo storico e segretario del sultano Al Hakam II, Arib ibn Sa'd, attivi nello stesso periodo.
La controversia nasce dalle differenze tra la versione araba e quella latina dell'opera: infatti, nella versione araba, il nome dell'autore è segnalato come Rabi', mentre nella versione latina l'autore è segnalato come Harib. Le prove dell'autorialità di Recemundo sono varie: il nome completo dell'autore riportato nella versione latina è "Harib filius Zeid episcopus": nonostante il nome sia legato al segretario, la menzione del "figlio di Zeid" e l'epiteto di vescovo rimandano a Recemundo.
Il testo, inoltre, sembra essere stato scritto da un cristiano, piuttosto che da un musulmano, dalla menzione di nomi di santi, mentre poco spazio è riservato a feste e tradizioni islamiche. La cristianità dell'autore è rafforzata dalla menzione di alcuni eventi biblici, come nel caso del 25 gennaio, che viene riportato come giorno della conversione di Paolo.
Tra le prove invece che portano a credere che 'Arib ibn Sa'd fosse il vero autore, invece, vi è la menzione a Dio "alla maniera musulmana" in un passo del Corano, oltre che la precedente questione del nome Harib.
Le differenze tra le due versioni, latina e araba, ha portato alcuni a credere in una terza possibilità, ossia che il testo che ci è arrivato sia l'unione di due testi separati e poi uniti, uno di Recemundo, e l'altro di 'Arib ibn Sa'd.

## Contesto Storico

### Cordova nel califfato andaluso
Cordova, città fondata attorno all'anno 1000 a.C., fu a lungo un importante centro per la propria collocazione geografica strategica. 
Nel 711, con l'invasione islamica dell'Iberia, venne eletta a capitale dei domini musulmani in Spagna, al-Andalus, e dell'emirato, poi califfato, di Cordova. Fu in questo periodo, e soprattutto grazie ad Abd al-Rahman III e al suo successore Al-Hakam II ibn al-Rahman che poté divenire una delle città più rigogliose d'Europa.

### Cristiani nel califfato di Cordova
Nonostante il numero di cristiani nella città e nel califfato diminuì nei secoli a seguito della conquista araba, il numero di monasteri si mantenne elevato, e così il numero di persone che decideva di viverci. Anzi, forse proprio a causa dell'espansione dei convertiti all'Islam, e dunque a una presenza sempre più forte della società, religione e architettura islamica, questi potrebbero essere stati portati a ritirarsi in monastero, scelta incoraggiata anche dal fatto che i monaci erano esentati dal pagamento della chizya, la tassa dovuta dai non musulmani.
Questo non significa che la comunità cristiana fosse estromessa dallo stato: nonostante fosse una minoranza, quella cristiana rimaneva una componente importante del califfato e della capitale. Per questo motivo emiri e califfi tesero a controllare politicamente le cariche vescovili, affidandole a uomini fidati, come nel caso di Recemundo.

## Nella cultura popolare
La fotografa tedesca Ursula Schulz-Dornburg nel 1991-1992 si è ispirata al Calendario per una serie di fotografie a chiese cristiane nel nord della Spagna, raccolte nella mostra intitolata Sonnenstand.